# Valeriu Gagiu
Valeriu Gagiu (n. 1 mai 1938, Chișinău, România – d. 21 decembrie 2010, Chișinău, Republica Moldova) a fost un cunoscut jurnalist, scenarist și regizor de teatru și film român din Republica Moldova.

## Biografie
Valeriu Gagiu s-a născut la data de 1 mai 1938, în orașul Chișinău. Și-a început activitatea de creație ca poet și jurnalist. A urmat apoi facultatea de scenaristică de film la Institutul Unional de Cinematografie din Moscova - VGIK (1958-1963).Din anul 1962 este membru al Uniunii Scriitorilor și membru al Uniunii Cineaștilor.
Încă din perioada studenției, a început să colaboreze la studioul cinematografic "Moldova-film", semnând în anul 1961 scenariul filmului artistic "Omul merge dupa soare". Activitatea sa din anii '60 ține de afirmarea filmului poetic, el semnând scenariul la filmele Când se duc cocorii (1963), Strada ascultă (s/m, 1964) și Gustul pâinii (1966).
În anul 1966 debutează ca regizor cu filmul Gustul pâinii, la care a semnat și scenariul în colaborare cu Vadim Lisenko, regizând apoi filmul Zece ierni pe-o vară (1969). În anii '70 regizează filme de factură istorico-revoluționară: Explozie cu efect intârziat (1970), Ultimul haiduc (1972), Pe urmele fiarei (1976) ș.a. După realizarea unui film muzical - Unde ești, dragoste? (1981), Valeriu Gagiu ecranizează diverse opere din literatura clasică: Istoria unui galben (1983), Deținutul misterios (1986), Corbii prada n-o împart (1988), Strada felinarelor stinse (1990), Pe urmele Mioriței (1995) ș.a.
În anii '90, activitatea lui Valeriu Gagiu este axată pe genul filmului documentar. În perioada Revoluției Române din decembrie 1989 Valeriu Gagiu se numără printre puținii cineaști moldoveni care a imortalizat pagini dramatice ale evenimentelor de atunci, el realizând filmul documentar de lungmetraj Crăciunul însângerat (1989). Se află apoi alături de combatanții și voluntarii moldoveni pe linia întâia a frontului în timpul conflictului armat din 1992 de pe Nistru, scriind piesa Duet pentru doi lunetiști care reflectă unele imagini din acest război (un fragment a fost publicat în "Lanterna Magică" nr.2-3/1996).
Valeriu Gagiu a obținut premii la numeroase festivaluri de filme și anume: Premiul I pentru scenariul filmului Omul merge după soare la Festivalul Internațional de filme de la Helsinki (1961); Laureat al Premiului Național pentru tineret "Boris Glăvan" (1967), Premiul Marele chihlimbar pentru cel mai bun film la Festivalul regional de filme din Chișinău (1967) și Premiul pentru cel mai bun scenariu la Festivalul unional de filme de la Leningrad (1968) pentru filmul Gustul pâinii; Premiul pentru nuvela Tulburel la Festivalul Internațional de Filme din Edinburg (1970) pentru Zece ierni pe-o vară; Premiul pentru cel mai bun scenariu la Festivalul unional de filme de la Alma-Ata (1973, ediția VI-a) și Premiul Special al Uniunii Scriitorilor din Kazahstan (Alma-Ata, 1973) pentru filmul Ultimul haiduc; Diploma specială la Festivalul unional de filme (ediția VIII-a, Chișinău, 1975) pentru Durata zilei; Diploma juriului la Festivalul unional de filme de la Vilnius (ediția XIV-a, 1981) pentru filmul Unde ești, dragoste?; Premiul juriului pentru cel mai bun rol femenin la Festivalul unional de filme din Tveri(1989) pentru filmul "Corbii prada n-o impart"; Diploma juriului pentru cel mai bun documentar la Festivalul Internațional de film DaKino din București (1997) și Mențiune pentru înalta valoare artistică și umanism la Festivalul de film european de la Kolobjezg-Polonia (2003) pentru filmul Acum e singur.
Începând din anul 2000, Valeriu Gagiu lucrează ca profesor la Academia de Muzică, Teatru și Arte Plastice din Chișinău, predând cursuri de regie de film și scenaristică. El a fost director artistic al mai multor proiecte realizate la studioul "Moldova-film".
Ca o recunoaștere a meritelor sale, Valeriu Gagiu a primit titlurile de Maestru emerit al artei din R.S.S.M. (1984), membru de onoare al Academiei Internaționale de Film "Nika" din Rusia. De asemenea, el a fost decorat cu Ordinul "Steagul Roșu al Muncii" și cu Ordinul Republicii (1998), Este laureat al Premiului Național al Republicii Moldova (1998), Artist al Poporului Republicii Moldova - (2010).
Valeriu Gagiu a decedat la data de 21 decembrie 2010, în orașul Chișinău la vârsta de 72 ani.

## Filmografie

### Regizor

#### Filme de ficțiune
- Strada ascultă (s/m, 1964)
- Gustul pâinii (1966)
- Zece ierni pe-o vară (1969)
- Explozie cu efect întârziat (1970)
- Ultimul haiduc (1972)
- Istoria unui galben (1973)
- Durata zilei (1974)
- Pe urmele fiarei (1976)
- Bărbatul de lângă tine (1977)
- Unde ești, dragoste? (1980)
- Hotarul din iunie (1982)
- Nistrul în flăcări (1984)
- Deținutul misterios (1986)
- Corbii prada n-o împart (1988)
- Strada felinarelor stinse (1991)
- Jana (2004)

#### Filme documentare
- Crăciunul însângerat (1989)
- Pe urmele Mioriței (1995)
- Acum e singur (1997)
- Insula latină (1999)

### Scenarist
- Omul merge după soare (1961)
- Când se duc cocorii (1963)
- Strada ascultă (s/m, 1964)
- Gustul pâinii (1966)
- Istoria unui galben (1973)
- Unda verde (s/m, 1973)
- Durata zilei (1974)
- Corbii prada n-o împart (1988)
- O scrisoare în Internet (2002)

Autor și coordonator al proiectului"Moldova pagini de istorie"-12 filme (2006-2008)
- "Șaizeciștii"(Toamna patriarhilor) (2010)
- "Sfatul Țării"  (2010)